# Myrmecophagidae
Famille
Les myrmécophagidés (Myrmecophagidae) forment une famille regroupant les tamanoirs et les tamanduas, des mammifères qui se nourrissent de fourmis et de termites (animaux myrmécophages).

## Liste des genres
Selon ITIS :
- genre Myrmecophaga Linnaeus, 1758
- genre Tamandua Gray, 1825

## Caractéristiques
Le museau des myrmécophagidés est conique et très long, tout comme leur langue, qui leur permet de fouiller les habitations de leurs proies. Les Myrmécophagidés sécrètent une substance gluante de leurs glandes salivaires qui recouvre leur langue, ce qui leur permet d'attraper les insectes. Leurs oreilles sont petites et rondes, leurs yeux sont petits. Leur queue est longue et souvent préhensile. Leurs mains ont cinq doigts, chacune portant une griffe acérée, la troisième griffe étant la plus développée.
Ils vivent dans les forêts, les zones marécageuses et les plaines ouvertes, et sont essentiellement diurnes (actifs le jour) dans les zones peu peuplées (mais ils sont nocturnes dans les zones densément peuplées). Les griffes antérieures, qui servent à éventrer les termitières et à se défendre, sont si longues qu'elles sont repliées; ces animaux marchent sur les articulations des doigts. 
La longue langue rentre et sort rapidement de la petite ouverture buccale et ramasse les termites et autres insectes en les faisant adhérer sur sa surface gluante.
Les deux espèces de petits fourmiliers ou tamanduas sont de la taille d'un grand chat domestique et ont un pelage court et grossier de teinte variant de l'ocre au noirâtre, avec habituellement une bande noire autour du corps et du cou. Ils vivent également dans les arbres mais en descendent fréquemment. Le fourmilier nain et les tamanduas sont essentiellement nocturnes et marchent sur l'extérieur de leurs pattes antérieures à cause de la longueur de leurs griffes.
Les tamanoirs se caractérisent par leurs mœurs solitaires et leur taux de reproduction faible. La femelle porte l'unique petit sur son dos pendant sa croissance ; cela peut durer presque un an. D'autres mammifères  myrmécophages non apparentés au tamanoir et parfois appelés fourmiliers sont l'oryctérope, l'échidné, le pangolin et le numbat ou fourmilier marsupial.